# Christoph Riegler
Christoph Riegler (Ybbs an der Donau, 30 marzo 1992) è un calciatore austriaco, portiere del Kremser SC.

## Carriera
Riegler si unisce ai giovani del SKN St. Pölten dal SK Rapid Wien nel marzo 2007,  e avanzava rapidamente attraverso le giovanili del club, facendo il suo debutto nel calcio austriaco First League come sostituto del portiere titolare infortunato Thomas Vollnhofer in una vittoria per 1-0 contro l'SC Austria Lustenau, il 15 ottobre 2010. Le performance di Riegler erano tali che rimase in prima squadra dopo che Vollnhofer tornó da un infortunio. Dal 30 marzo 2011, Riegler poté concentrarsi sul suo lavoro scolastico. Dopo aver saltato l'inizio della stagione successiva a causa di impegni internazionali, Riegler si è ristabilito come portiere titolare della sua squadra.
Riegler ha rappresentato l'Austria Under 21 in otto occasioni, ed era un membro inutilizzato della squadra austriaca alla Coppa del Mondo FIFA Under 20 del 2011.
Nel 2016 ottiene la promozione col SKN St. Pölten in Bundesliga.

## Palmarès

### Club

#### Competizioni nazionali
- Erste Liga: 1

St. Pölten: 2015-2016